# 次中音号

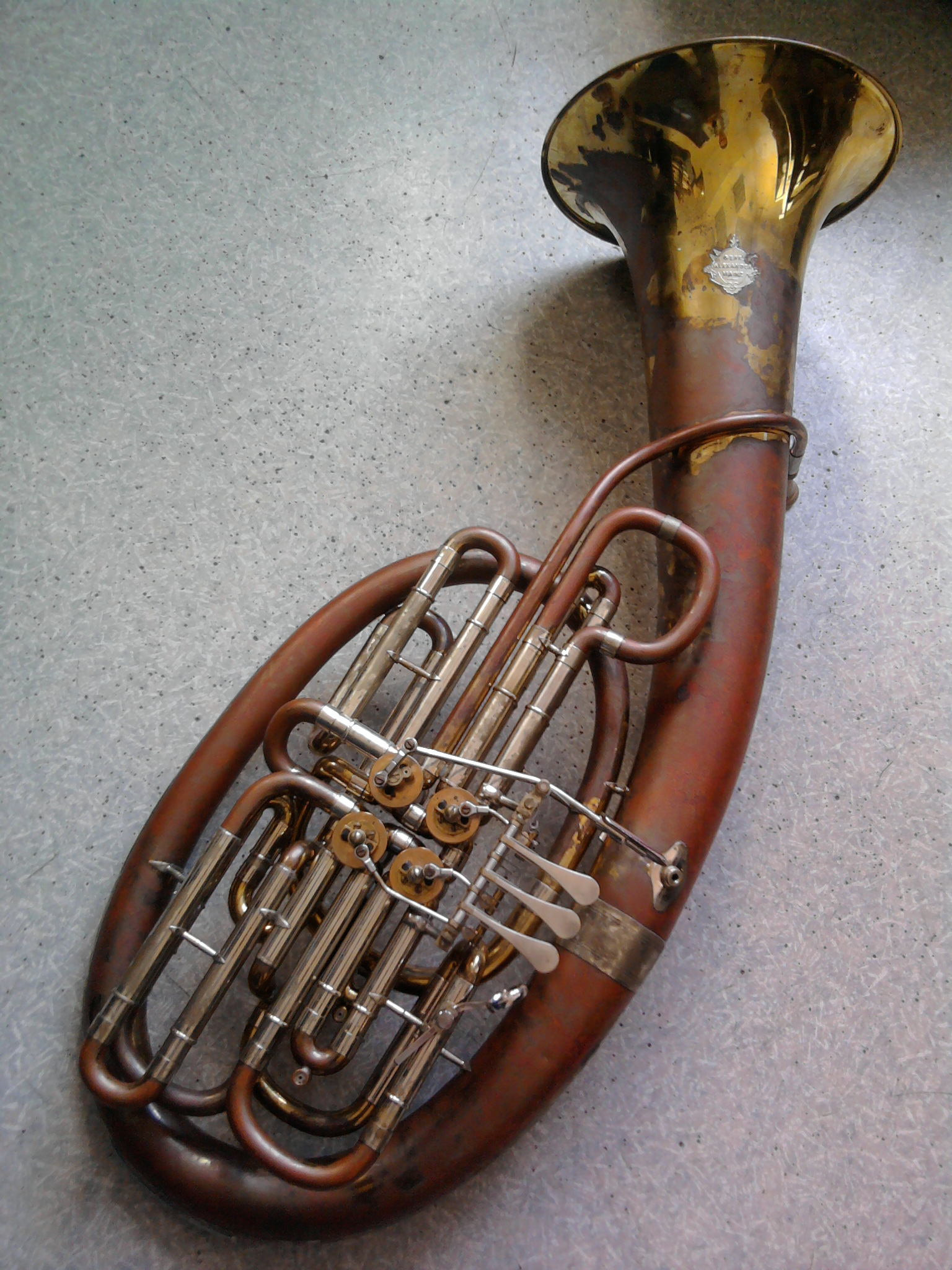
降B调次中音号

次中音号，可指細管上低音號或瓦格纳大号，銅管乐器。

## 分类
次中音号按按键类型可分为立键和扁键两种。与其外形类似的还有上低音号、中音号，音域略有不同。另有一種次中音号叫瓦格纳大号（Wagner tuba），最初诞生于十九世纪，当时德国作曲家威廉·理查德·瓦格纳的一部舞台音乐剧中，需要一种柔于长号、亮于圆号的乐器，并于1851年由德国的卡尔·威廉·莫里兹制成，其体积小于大号又与当时的大号十分相似。

## 音乐特点
次中音号有乐队中的抒情男高音之称，音色朴实大方，舒缓悠扬，人们熟悉的《欢迎进行曲》中段宽广飘逸的旋律主要由上低音號演奏。次中音号主调为降B调，使用高音谱号，音域约三个八度。